# Przedsiębiorstwo Komunikacji Samochodowej w Nowym Sączu

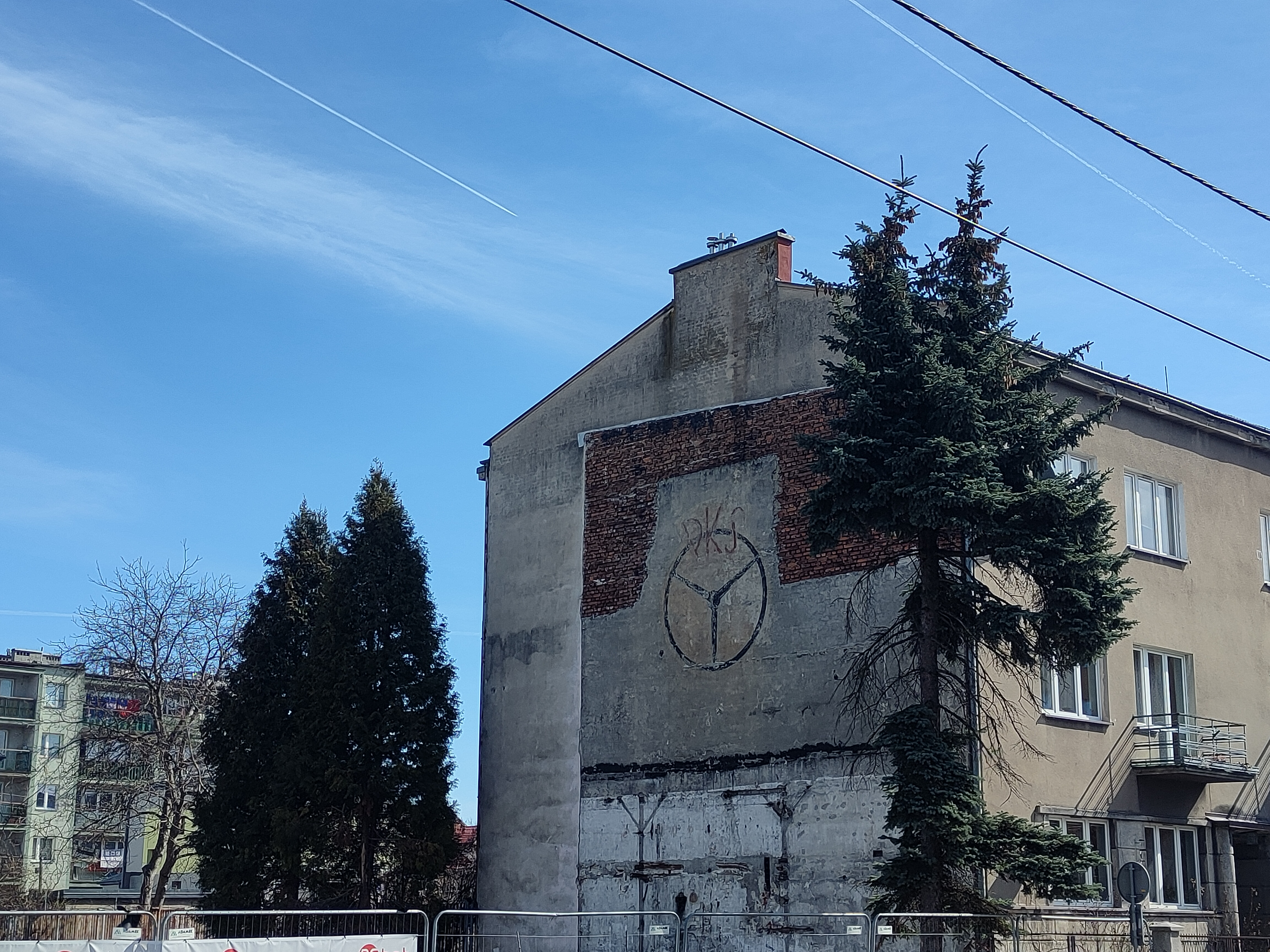
Odsłonięty podczas prac rozbiórkowych w 2022 roku byłej siedziby Miejskiej Komendy Policji przy ul. Sienkiewicza malunek ze znakiem graficznym PKS przypominający o mieszczącej się w tym miejscu w latach 50. zajezdni autobusowej.

Przedsiębiorstwo Komunikacji Samochodowej w Nowym Sączu (PKS Nowy Sącz) – przedsiębiorstwo utworzone 1 maja 1951 roku na mocy decyzji dyrektora naczelnego Zjednoczenia PKS w Warszawie jako Oddział Towarowo-Osobowy Państwowej Komunikacji Samochodowej (do tej pory Sądecczyznę obsługiwała jednostka z Tarnowa). Jednostką nadrzędną był Oddział PKS w Krakowie, nadzorujący także zakłady w Kielcach, Krośnie, Przemyślu, Rzeszowie, Tarnowie i Zakopanem. Z dniem 31 lipca 2012 r. przedsiębiorstwo zakończyło działalność przewozową. W styczniu 2023 budynek po byłej siedzibie PKS-u zakupiło WOT. Docelowo ma tu stacjonować kompania lekkiej piechoty, podlegająca 114 Batalionowi Lekkiej Piechoty w Limanowej która wchodzi w skład 11 Małopolskiej Brygady Wojsk Obrony Terytorialnej.

## Historia
Pierwszy tabor stanowiły 2 autobusy z demobilu, 12 samochodów ciężarowych i 3 ciągniki "Ursus". Załoga liczyła 78 osób, a wszelkie czynności przeglądowe i naprawcze wykonywano pod gołym niebem. Pomimo tego podejmowano się przewozów specjalistycznych, np. 100-tonowego transformatora z Nowego Sącza do elektrowni w Rożnowie, który przetransportowano przy pomocy przyczepy podczołgowej i 6 ciężarówek Fiat, czy barki rzecznej-pogłębiarki z Bogumiłowic koło Tarnowa do Starego Sącza.
W 1953 przejęto prywatny warsztat "Wasia" przy ul. Fabrycznej, a w 1954 powstała zajezdnia z utwardzonym placem i 3 kanałami przy ulicy Sienkiewicza 42 oraz placówka terenowa w Limanowej (która usamodzielniła się w 1979); uruchomiono też wtedy linię z Nowego Sącza do Szczawnicy. W 1955 powstało Technikum Samochodowe wraz z przyzakładową Szkołą dla Kierowców, a przy ul. Sienkiewicza barak pełniący funkcję budynku administracyjnego. W latach 1952–1956 uruchomiono połączenia do Warszawy, Krakowa, Katowic, Krynicy i Zakopanego, a w 1956 uruchomiono linie do Korzennej, Łukowicy i Skrzydlnej przez Limanową. Również w 1956 powstała placówka terenowa w Grybowie, funkcjonująca do początku l. 90. XX wieku. W 1959 powstał dworzec autobusowy przy pl. Dąbrowskiego. Autobusy lokalne wykonywały wówczas codziennie 40 par kursów (najwięcej - 5 - do Wojnarowej), a najdłuższa linia lokalna liczyłą 48 km i prowadziła do Limanowej przez Ujanowice. W 1965 r. została zbudowana nowa zajezdnia przy ulicy Wyspiańskiego 2. W latach 90. firma przeszła restrukturyzację. W 1994 r. uruchomiono linię do Krynicy-Czarnego Potoku. W 2001 firma zatrudniała ok. 600 osób, w tym 260 kierowców, i posiadała 150 autobusów. W 2005  firma została skomercjalizowana – przekształcona w spółkę akcyjną, w tym samym roku uzyskała certyfikat ISO 9001:2000.
9 lutego 2012 akcjonariusze spółki podjęli decyzję o rozpoczęciu procesu likwidacji przedsiębiorstwa.
20 lipca 2012 PKSiS Oświęcim zakupił część przewozową nowosądeckiego przewoźnika.
Z dniem 31 lipca 2012 przedsiębiorstwo zakończyło działalność przewozową.

## Komunikacja Uzdrowiskowa w Krynicy-Zdroju
PKS Nowy Sącz od 1997 roku do dnia likwidacji obsługiwał w Krynicy-Zdroju i Muszynie Komunikację Uzdrowiskową na następujących liniach:
| Linia | Początek                       | Koniec                       | Miejska / Podmiejska |
| ----- | ------------------------------ | ---------------------------- | -------------------- |
| 2     | Krynica Pułaskiego „Hajduczek” | Krynica Czarny Potok Gondola | Miejska              |
| 3     | Krynica Słotwiny Pętla         | Szczawnik                    | Podmiejska           |
| 4     | Krynica Słotwiny Pętla         | Krynica os. Źródlana         | Miejska              |
| 5     | Krynica Słotwiny Pętla         | Krynica Czarny Potok Pegaz   | Miejska              |

## Tabor PKS Nowy Sącz

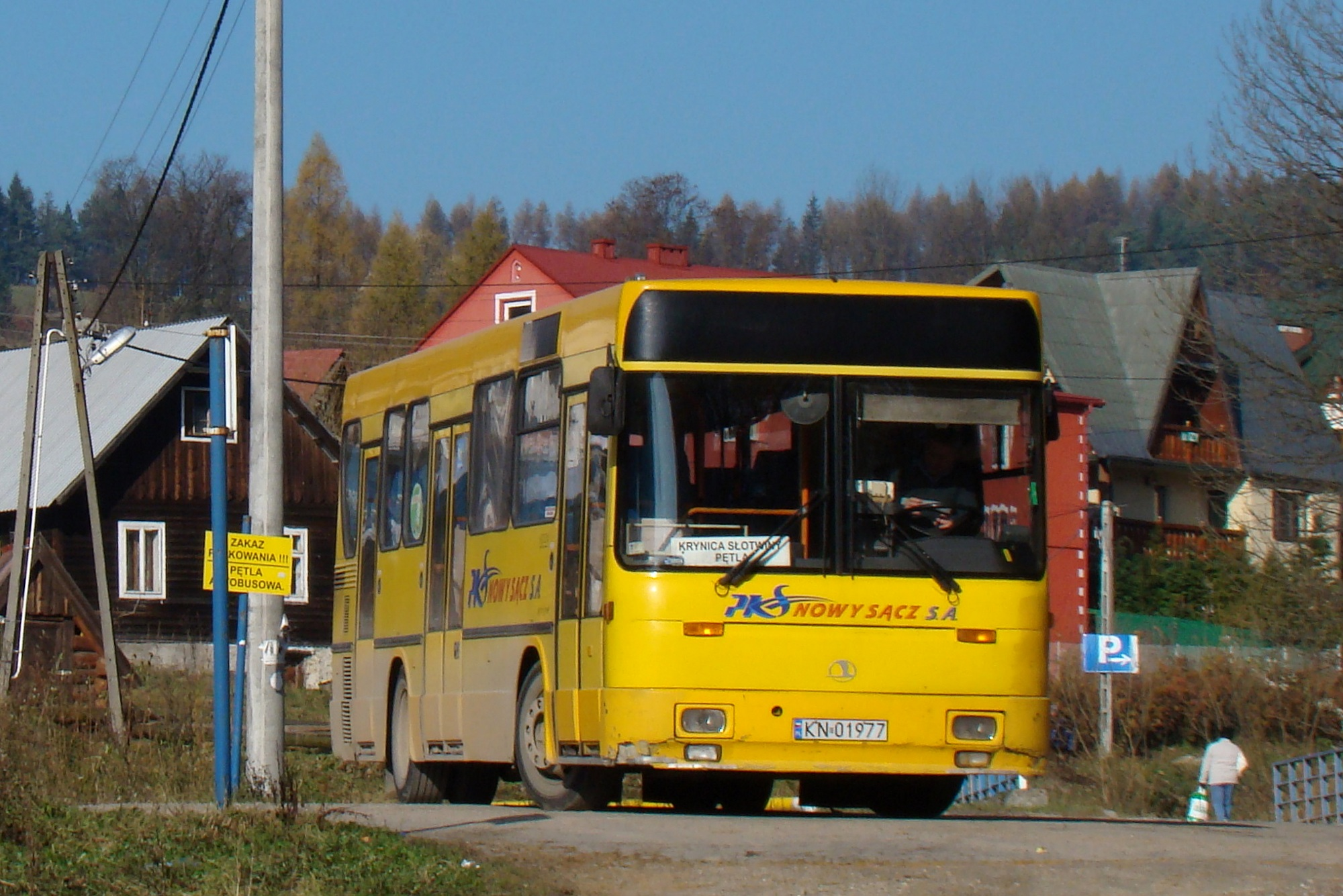
Autosan A1010M PKS Nowy Sącz w obsłudze KU w Krynicy-Zdroju.

## Tabor PKS Nowy Sącz[6]
Stan taboru na dzień 05.02.2011.
| Typ Autobusu                   | Eksploatacja od   | Liczba |
| ------------------------------ | ----------------- | ------ |
| Autosan H6                     | 2002              | 3      |
| Autosan H9-21                  | 1984              | 48     |
| Autosan H10-10                 | 1994              | 5      |
| Autosan H10-11                 | 1989              | 12     |
| Autosan H10-12                 | 1991              | 2      |
| Autosan A0909L                 | 2001              | 2      |
| Autosan A1010M                 | 2000              | 2      |
| Autosan A1010T                 | 2003              | 2      |
| Autosan A1112T                 | 2002              | 2      |
| DAB 7-1024L                    | 2007              | 1      |
| DAB 7/12-1200B                 | 1993              | 20     |
| DAB 7-1200L                    | 2000              | 6      |
| DAB 7-5-TL11/3                 | 1991              | 3      |
| Iveco Daily                    | 1996              | 1      |
| Jelcz L120                     | 1995              | 1      |
| Jelcz T120                     | 1994              | 12     |
| Jelcz T120/3                   | 1999              | 1      |
| Kapena City 7,5                | 2008              | 1      |
| Mercedes O404                  | 2007              | 2      |
| Solbus C 9,5                   | 2004              | 4      |
| Volvo Sunsundegui Sideral 2000 | 2010              | 4      |
| Wszystkie pojazdy              | Wszystkie pojazdy | 134    |